# Кодеркасы
Кодеркасы́ (чув. Котеркасси) — деревня, расположенная в Чебоксарском районе Чувашской республики. Входит в состав Атлашевского сельского поселения.

### География
Ближайшие населённые пункты:
д. Липово ~ 1,4 км
д. Ольдеево ~ 1,5 км
д. Толиково ~ 1,8 км
д. Алымкасы ~ 2,6 км
д. Томакасы ~ 2,8 км
д. Юраково (Чувашия) ~ 3 км
г. Чебоксары ~ 15,4 км

## Население
| 2010 | 2012 |
| ---- | ---- |
| 277  | ↗292 |